# دوم افزوده
دوم افزوده (انگلیسی: Augmented second) در موسیقی کلاسیک برگرفته از فرهنگ غربی فاصله‌ای موسیقایی است که از نظر صوتی، معادل یک سوم کوچک است که سه نیم‌پرده دارد. این فاصله با افزودن یک نیم‌پرده کروماتیک به یک دوم بزرگ ساخته می‌شود. برای نمونه، فاصله نت دو تا نت ر (C تا D) یک فاصله دوم بزرگ است که دو نیم‌پرده وسعت دارد و فاصله نت دو تا نت ر دیِز (C تا ♯D) یک دوم افزوده است که سه نیم‌پرده وسعت دارد.
دوم افزوده در گام‌های زیادی ایجاد می‌شود. از با اهمیت‌ترین آنها می‌توان به گام مینور و مدهای مختلفش اشاره کرد. این فاصله همین‌طور در گام‌های جیپسی (که اغلب شامل دوم کوچک و افزوده می‌شود) ایجاد می‌شود. در گام‌های مینور، دوم افزوده بین درجات ششم و هفتم گام ایجاد می‌شود. برای نمونه، در گام لا مینور (Am) نت‌های فا و  سل دیز یک دوم افزوده را شکل می‌دهند. این مشخصه متمایز گام‌های مینور به عنوان نتیجه‌ای از بالا رفتن کروماتیک درجه هفتم گام است تا به آکوردهای کلید مینور اجازه دهد همان قواعد هماهنگی را که در کلیدهای ماژور دیده می‌شود دنبال کند.

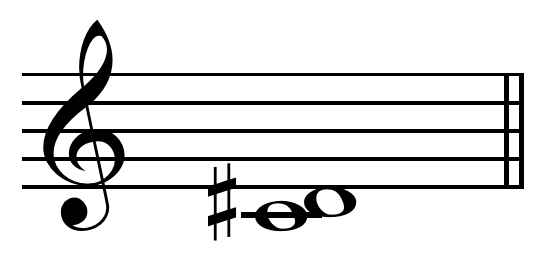
دوم افزوده از نت «دو» تا «ر دیز».